# Christopher Judge
Douglas Christopher Judge (født 13. oktober 1964) er en amerikansk skuespiller, bedst kendt for sin rolle som Teal'c i science fiction-serien Stargate SG-1.